# Acrobrycon ipanquianus
Acrobrycon ipanquianus es una especie de pez de la familia Characidae en el orden de los Characiformes.

## Morfología
Los machos pueden llegar alcanzar los 10 cm de longitud total.
Durante mucho tiempo se trató a Acrobrycon tarijae (originalmente descrita de Tarija en Bolivia) como una especie distinta de A. ipanquianus (con localidad tipo en el río Urubamba, Perú), pero en el año 2013 un estudio científico demostró que se trataban de la misma especie, pasando el primer nombre a la sinonimia del segundo al ser este último el que presenta prioridad.

## Distribución y hábitat
Se encuentran en el centro y norte de Sudamérica, desde las regiones orientales de la cuenca del río Amazonas hasta el noroccidente de la cuenca del Plata, en el centro de la Argentina.
Vive desde zonas con clima tropical hasta regiones de clima templado.